# Đậu đỏ
Đậu đỏ (danh pháp hai phần: Vigna angularis, tên tiếng Anh: Azuki bean, có khi gọi tắt là Azuki) là cây dây leo hàng năm thuộc phân họ Đậu, được trồng nhiều từ Đông Á đến Himalaya. Hạt đậu đỏ dài khoảng 5 mm, có màu đỏ nhưng đôi khi có màu trắng, đen, xám... Các nhà khoa học cho rằng Vigna angularis var. nipponensis là loài gốc, và các giống khác phát sinh từ đó.
Các bằng chứng về gen chứng minh rằng đậu đỏ đã được thuần hóa trước tiên ở vùng núi Himalaya. Nó được trồng ở bán đảo Triều Tiên và đông bắc Trung Quốc từ trước năm 1000 trước công nguyên. Sau đó đậu đỏ được di thực đến Nhật Bản, nơi mà đến nay đậu đỏ trở thành loại đậu phổ biến thứ 2 sau đậu tương. Nó thường cao khoảng từ 30 đến 90 cm

## Sử dụng
Đậu đỏ được sử dụng trong ẩm thực của Nhật Bản, Triều Tiên, Hàn Quốc, Trung Quốc, Ấn Độ...
Đậu đen thường được làm ngọt trước khi ăn. Nó được ăn mầm hoặc là luộc. Trong ẩm thực thì đậu đỏ cũng được sử dụng trong nhiều món ăn của Trung Quốc và làm đồ ngọt của Nhật Bản. Vỏ quả trẻ và mềm được nấu chín như một loại rau.
Hạt được nướng lên sẽ được sử dụng để thay thế cho cà phê.

## Dinh dưỡng
Hạt đậu đỏ chứa hàm lượng đáng kể chất xơ và xơ hòa tan, protein, carbohydrat, sắt và một phần lớn các vitamin như vitamin A, B1, B2, B12. Ngoài ra, hạt đậu đỏ cũng chứa các khoáng chất khác như kẽm, magnesi, phosphor,…

## Quan niệm phong thủy
Theo quan niệm về phong thủy thì đậu đỏ mang màu đỏ thậm tượng trưng cho sự may mắn. Đây là màu sắc sẽ giúp có  thêm được tài lộc vào nhà và đẩy lùi đi mọi điều xui xẻo và buồn phiền.
Túi đựng đậu đỏ sẽ là một vật phẩm để có được tài lộc và may mắn từ đậu đỏ. Cách làm túi này thì đầu tiên cần chuẩn bị những hạt đậu đỏ căng mẩy, không sâu mọt hay nứt mẻ và một chiếc túi gấm nhỏ có dây rút. Bỏ nắm hạt đậu đỏ vào túi, đối với nam là 7 hạt còn với nữ là 9 hạt. Thắt miệng túi lại và đem để dưới gối, cách một tuần thì thay đậu đỏ một lần.